# Karl von Neubeck
Karl Freiherr von Neubeck (* 26. Mai 1821 in Neuburg an der Donau; † 4. Januar 1894 in München) war ein bayerischer Generalmajor.

## Leben

### Herkunft
Er war der Sohn des bayerischen Oberstleutnants Ludwig von Neubeck.

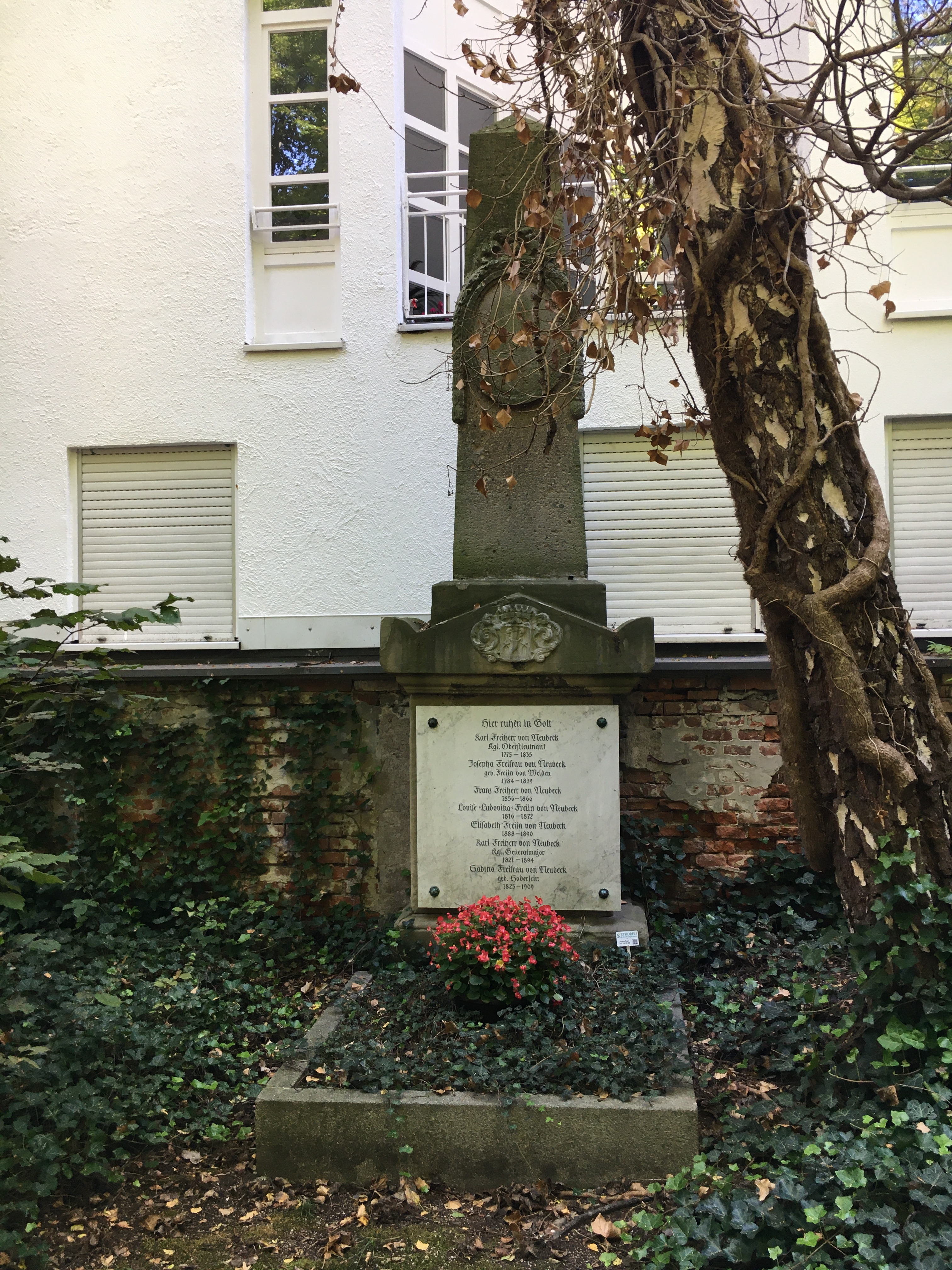
Familiengrab Alter Südfriedhof München

### Militärkarriere
Nachdem Neubeck das Kadettenkorps absolviert hatte, wurde er 1840 als Junker im 2. Feldartillerie-Regiment „Zoller“ der Bayerischen Armee angestellt. Hier stieg er bis 1848 zum Oberleutnant auf und wurde 1854 unter Beförderung zum Hauptmann in das 1. Feldartillerie-Regiment „Prinzregent Luitpold“ nach München versetzt. Ab 1864 war Neubeck als Lehrer für Waffenlehre und Artilleriewissenschaft am Kadettenkorps sowie gleichzeitig an der Artillerie- und Genieschule tätig. In dieser Stellung 1865 zum Major befördert, erhielt er am 28. April 1866 das Artilleriekommando der Festung Ingolstadt. Zwischenzeitlich zum Oberstleutnant avanciert, nahm Neubeck 1870/71 am Krieg gegen Frankreich teil. Er wurde am 17. September 1870 zur Belagerung von Straßburg abkommandiert und erhielt wenige Tage später das Kommando über die 2. und 3. Fußbatterie des 3. Feldartillerie-Regiments „Königin Mutter“. Die beiden Batterien bildeten die VIII. Abteilung des Belagerungsregiments vor Straßburg. Nach der Kapitulation der Stadt kam Neubeck bei den Belagerungen von Schlettstadt, Neu-Breisach und Belfort zum Einsatz. Seine Leistungen wurden durch die Verleihung des Ritterkreuzes I. Klasse des Militärverdienstordens mit Schwertern sowie beider Klassen des Eisernen Kreuzes gewürdigt.
Nach dem Friedensschluss ernannte man Neubeck am 1. April 1872 zum Kommandeur der I. Abteilung des 1. Feldartillerie-Regiments „Prinzregent Luitpold“. Unter Beförderung zum Oberst wurde er am 1. Januar 1873 Kommandeur des neugebildeten 1. Fußartillerie-Regiments in Ingolstadt. Dieses Regiment gab er am 27. November 1876 unter Stellung à la suite an seinen Nachfolger Oberst Franz von Stengel ab und übernahm dafür die Führung der 2. Feldartillerie-Brigade. Auf sein Gesuch hin wurde er am 5. Januar 1878 von seinem Posten entbunden und aus dem Militärdienst verabschiedet.
Nach seiner Verabschiedung erhielt Neubeck am 7. Februar 1891 noch den Charakter als Generalmajor.

### Familie
Neubeck war verheiratet. Aus seiner Ehe ging der spätere bayerische Generalmajor Maximilian von Neubeck (1851–1924) hervor.